# Cantón de Prats-de-Mollo-la-Preste
El cantón de Prats-de-Mollo-la-Preste era una división administrativa francesa, que estaba situada en el departamento de Pirineos Orientales y la región de Languedoc-Rosellón.

## Composición
El cantón estaba formado por seis comunas:
- Coustouges
- Lamanère
- Le Tech
- Prats-de-Mollo-la-Preste
- Saint-Laurent-de-Cerdans
- Serralongue

## Supresión del cantón de Prats-de-Mollo-la-Preste
En aplicación del Decreto n.º 2014-262 de 26 de febrero de 2014, el cantón de Prats-de-Mollo-la-Preste fue suprimido el 22 de marzo de 2015 y sus 6 comunas pasaron a formar parte del nuevo cantón de Canigó.